# Anežka Merhautová

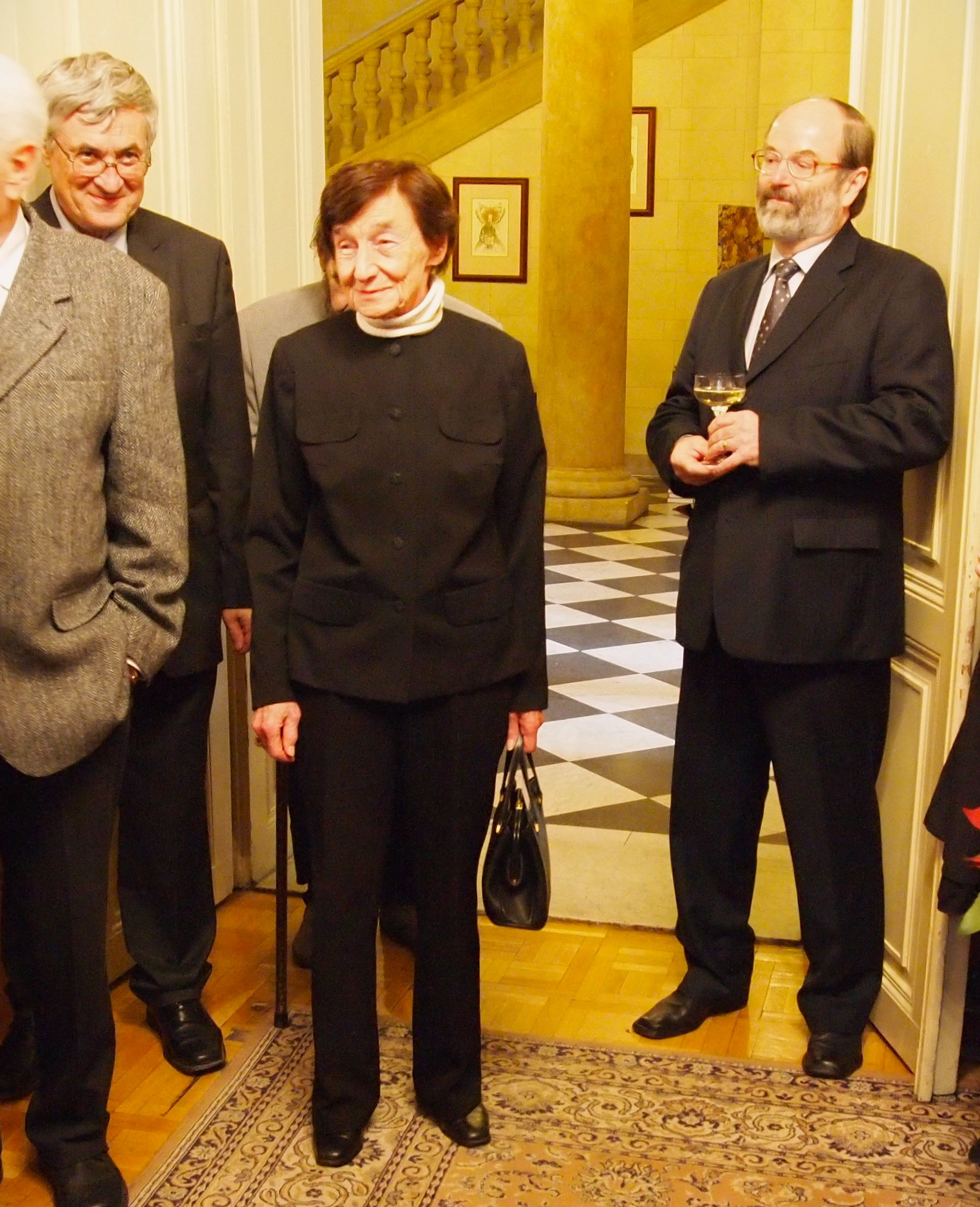
Dr. Anežka Merhautová na oslavě svých 90. narozenin v Lannově vile (2010)

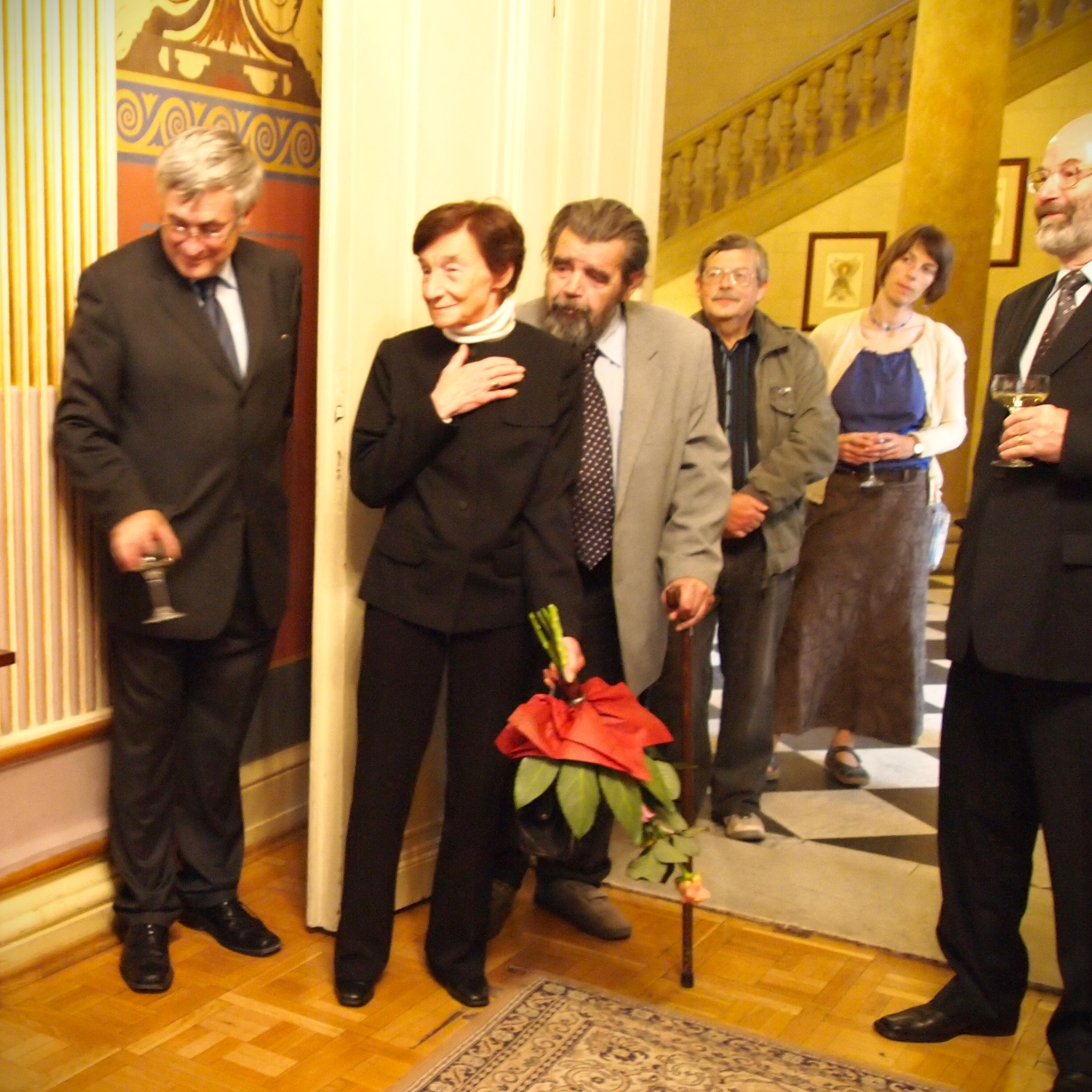
Dr. Anežka Merhautová s profesory Kuthanem, Homolkou a Sommerem v Lannově vile (2010)

Anežka Merhautová - Livorová (29. prosince 1919 Hranice – 22. července 2015 Praha) byla česká historička umění, přední badatelka v oboru dějin architektury, malířství, sochařství a užitého umění v českých zemích od konce 9. do poloviny 13. století.

## Život
Po maturitě na reálném gymnáziu v Hranicích (1938) absolvovala Masarykovu státní školu zdravotní a sociální v Praze (1938–1941). Za války byla zaměstnána v České kardiografické společnosti. V letech 1945–1949 studovala dějiny umění (prof. Antonín Matějček, Jan Květ, Josef Cibulka, Oldřich J. Blažíček, Vojtěch Volavka, Václav Mencl) a klasickou archeologii (prof. Růžena Vacková, Jindřich Čadík) na Filozofické fakultě Univerzity Karlovy v Praze. V té době pracovala jako pomocná vědecká síla v Lehnerově knihovně (1945–1949) a v grafické sbírce Národní galerie, Textilní tvorbě a Státním památkovém ústavu (1949–1952). Studium zakončila obhajobou rigorózní práce roku 1949. Roku 1959 obhájila kandidátskou disertaci a roku 1970 získala titul DrSc.
Po založení Ústavu teorie a dějin umění Akademie věd České republiky (1952) zde působila jako vědecký pracovník, v letech 1953–1956 jako vedoucí oddělení středověku.
Zabývala se románskou architekturou v Čechách, raně gotickou nástěnnou malbou, knižní iluminací a liturgickým náčiním a relikviáři.

## Rodina
Byla dvakrát vdaná a vychovala tři děti. Její první manžel Demeter Livora (* 1914) byl sochař a pedagog, druhý manžel Josef Merhaut (1917–2004) byl vědec, specialista v oboru elektroakustiky.

## Ceny a vyznamenání
- 1983 Cena nakladatelství Odeon
- 1984 Národní cena ČSR
- 2000 Medaile F. Palackého za zásluhy ve společenských vědách.

## Publikace
- spoluautorka – Z. Wirth (ed.), Románské umění Čech, Praha 1957
- spoluautorka – J. Pešina (ed.), Gotická nástěnná malba v českých zemích I, Praha 1958
- Einfache mitteleuropäische Rundkirchen: (ihr Ursprung, Zweck und ihre Bedeutung), in: Rozpravy Československé akademie věd, Řada společenských věd, roč. 80, 1970, sešit 7, 80 s. https://www.academia.edu/31566815/
- Raně středověká architektura v Čechách. Praha : Academia, 1971. 383 s.
- Bazilika sv. Jiří na pražském Hradě. Praha : Odeon, 1972. 71 s.
- Romanische Kunst in Polen, der Tschechoslowakei, Ungarn, Rumänien, Jugoslavien, Prag 1974
- Románské umění v Čechách a na Moravě, Praha : Odeon, 1983. 362 s. 01-507-84. (spoluautor Dušan Třeštík).
- Ideové proudy v českém umění 12. století. Praha : Academia, 1985. 119 s. (spoluautor Dušan Třeštík).
- Skromné umění. Ostrovská zdobená terakota. Praha : Academia, 1988.
- Katedrála sv.Víta v Praze. Praha : Academia, 1994. 284 s. ISBN 80-200-0189-1 (Editorka publikace).
- Moravští Přemyslovci ve znojemské rotundě. Praha : Set out, 2000. 135 s. ISBN 80-86277-09-7. (spoluautoři Barbara Krzemieńska, Dušan Třeštík).
- Kodex Vyšehradský. Korunovační evangelistář prvního českého krále. Praha : Academia, 2006. 218 s. ISBN 80-200-1354-7. (spoluautor Pavel Spunar).